# جيمس طومسون بوتوملي
جيمس طومسون بوتوملي (بالإنجليزية: James Thomson Bottomley)‏ (و. 1845 – 1926 م) هو كيميائي، وفيزيائي من جمهورية أيرلندا . ولد في مقاطعة داون .
وكان عضواً في الجمعية الملكية .
توفي في غلاسكو ، عن عمر يناهز 81 عاماً.